# Rekettyés fenyérek

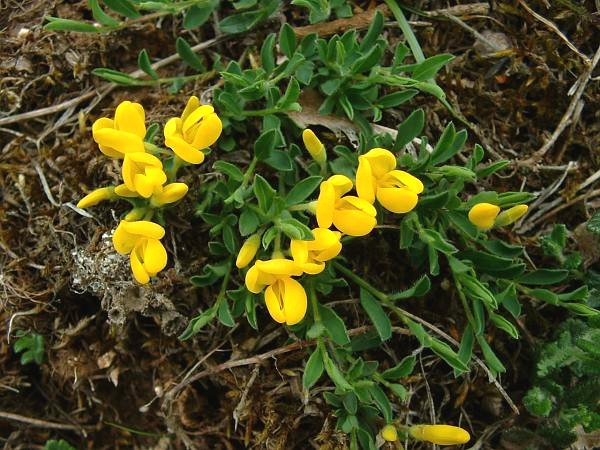
Selymes rekettye

A rekettyés fenyérek (Genistion pilosae, Duvigneaud 1942) az áfonyás és rekettyés fenyérek (Vaccinio-Genistetalia) növénytársulástani rendjének egyetlen társulástani csoportja, amelynek társulásai Magyarországon is megtalálhatók; itt csarabosoknak, vagy csarabos fenyéreknek hívjuk őket. Egyes források "Calluno — Genistetum germanicae" tudományos néven tárgyalják társulásaikat.

## Előfordulásuk
A csoport társulásai főleg Közép-Európa nyugati részén nőnek; Magyarországon kis foltokban a Nyugat-Dunántúlon és a Zempléni-hegységben fordulnak elő.
Mindkét, magyarországi társulásuk megtalálható a Balaton-felvidéken, az Uzsai csarabos erdő természetvédelmi területen.

## Természeti viszonyaik, kialakulásuk
Többnyire a kiirtott vagy erősen leromlott állapotú mészkerülő tölgyesek (Quercion roboris) helyén nőnek, mint másodlagos pionír társulások, gyakran a törpe nyíres előerdő tisztásain. Ezek a fenyérek többnyire már messziről felismerhetők a felcseperedő, ritkás nyíresről, a régebbi szerzők ezért nyíres–csarabosnak (Betuleto-Callunetum) nevezték őket.
Talajuk rioliton, palán vagy savanyú kavicsos hordalékon kialakult mészmentes, kisavanyodó ranker-, podzolosodó vagy pszeudoglejes barna erdőtalaj, esetleg savanyú tőzegtalaj. Csapadékosabb területeken a talajban akár cementált vízzáró réteg, ún. vaskőfok (Ortstein) is kialakulhat. Egyes vélemények szerint a magyarországi csarabosok a fenyő-nyír korszakból fennmaradt, reliktum jellegű társulások.
Természetes úton a kisavanyodott, köves tetőkön, meredek, törmelékes, sziklakibúvásos és mohás lejtőkön alakulhatnak ki. Erdészeti szempontból kevéssé értékesek, de főleg a lejtők meredeksége miatt véderdőknek tekintendők. Magyarországon különösen értékesek, mint a nálunk egyébként ritka atlanti–szubatlanti fajok termőhelyei. Minden hazai előfordulásuk védendő.

## Szerkezetük, karakterfajaik
A cserjés kétszintű: a felső szintben a csarabbal (Calluna vulgaris), az alsó, félcserjés szintben áfonyákkal. Közülük szigetszerűen emelkednek ki a bibircses nyír (Betula pendula) törzsei. A sűrű gyepszintben a korpafűfélék (Lycopodiaceae) dominálnak, és a mohaszint is fejlett, fajgazdag. Mivel a hangafélék mikorrhiza-kapcsolatai igen fejlettek, a nedvesebb termőhelyeken sok a gomba.
Az Uzsai csarabos erdő természetvédelmi területen a bibircses nyír helyett részben a molyhos vagy szőrös nyír (Betula pubescens) nő.
A csoport jellemző és domináns, névadó faja a liláspiros virágú, erikoid levelű csarab (Calluna vulgaris).
Rekettyék:
- sváb rekettye (Genista germanica),
- selymes rekettye (Genista pilosa),
- szárnyas rekettye (Genista sagittalis).

Áfonyák:
- fekete áfonya (Vaccinium myrtillus),
- vörös áfonya (Vaccinium vitis-idaea).

Az alsó cserjeszint további fajai:
- macskatalp (Antennaria dioica),
- körtikék (Pyrola spp.) stb., pl. ernyős körtike (Chimaphila umbellata),
- réti csormolya (Melampyrum pratense).

Magyarországon a gyepszint domináns faja (amint erre a csoport hazai társulásainak tudományos neve is utal):
- fehér perjeszittyó (Luzula luzuloides).

Mellette gyakran előfordul még:
- kerek levelű harangvirág (Campanula rotundifolia)
- réti csormolya (Melampyrum pratense)
- hegyi ibolya (Viola montana)

A korpafűfélék közül leggyakoribb a kapcsos korpafű (Lycopodium clavatum); ritkább fajok:
- lapos korpafű (Lycopodium complanatum),
- részeg korpafű (Huperzia selago).

A leggyakoribb gombák:
- Xerocomus spp.,
- Boletus spp.,
- vörös érdestinóru (Leccinum rufum),
- barna érdestinóru (Leccinum scabrum),
- sárga rókagomba (Cantharellus cibarius).

A leggyakoribb mohák:
- - Leucobryum glaucum,
  - közönséges seprűmoha (Dicranum scoparium),
  - Dicranum undulatum,
  - emeletes moha (Hylocomium proliferum),
  - Polytrichum juniperinum,
  - Polytrichum piliferum.

## Rendszertani felosztásuk
A csoport magyarországi képviselőit Borhidi (2003) még egyetlen társulásként írta le csarabosok avagy csarabos fenyérek (Luzulo albidae – Callunetum (I. Horvat 1931) Soó 1971) néven. Időközben ezt két, önálló társulásra bontották:
- fekete áfonyás – csarabos fenyér (Luzulo luzuloidis - Callunetum myrtillietosum),
- nyíres – csarabos fenyér (Luzulo luzuloidis - Callunetum betuletosum).